# Tristkogel (Hohe Tauern)
Der Tristkogel ist ein 2642 m ü. A. hoher Berg der Glocknergruppe in den Hohen Tauern im Land Salzburg. Er befindet sich in einem vom Großen Schmiedinger nach Norden ziehenden Kamm, welcher das Mühlbachtal nach Osten begrenzt. Nachbargipfel im Kammverlauf sind im Süden der Rettinger (2640 m) und im Norden der Bambachkopf (2516 m). Der Tristkogel wird von Osten aus dem Gebiet der Salzburger Hütte im unteren Bereich des Alpincenters Kaprun bestiegen, besonders im Rahmen einer Skitour.